# 高千穗河原
31°53′07″N 130°53′43″E / 31.8852902°N 130.8952007°E

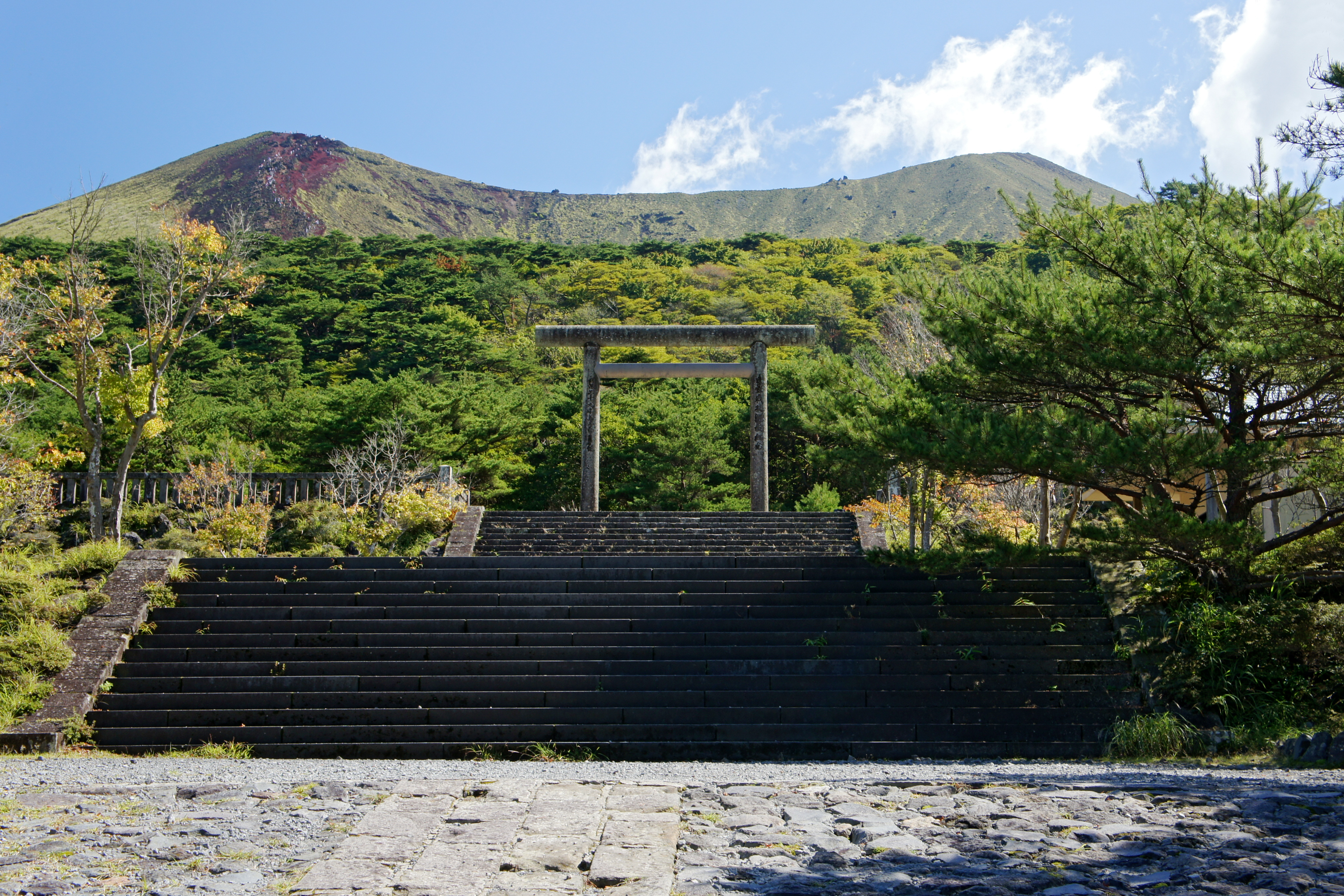
古宮址

高千穗河原（たかちほがわら）是位於日本九州南部，連接霧島山的中岳和御鉢之間的山谷中的小平地。古時被稱作瀬多尾越、中世紀時曾經有霧島神宮建立於此。

## 地理
海拔標高970公尺，被紅松等樹林環繞。由此為始，有綿延至中岳、新燃岳方向以及御鉢山・高千穗峰方向的登山道，為霧島山登山據點之一。周邊有巡覽深山霧島（九州杜鵑）群生地的散步路線、露營場地、遊客中心、零售商店以及收費停車場。各個設施皆由自然公園財團經營管理。

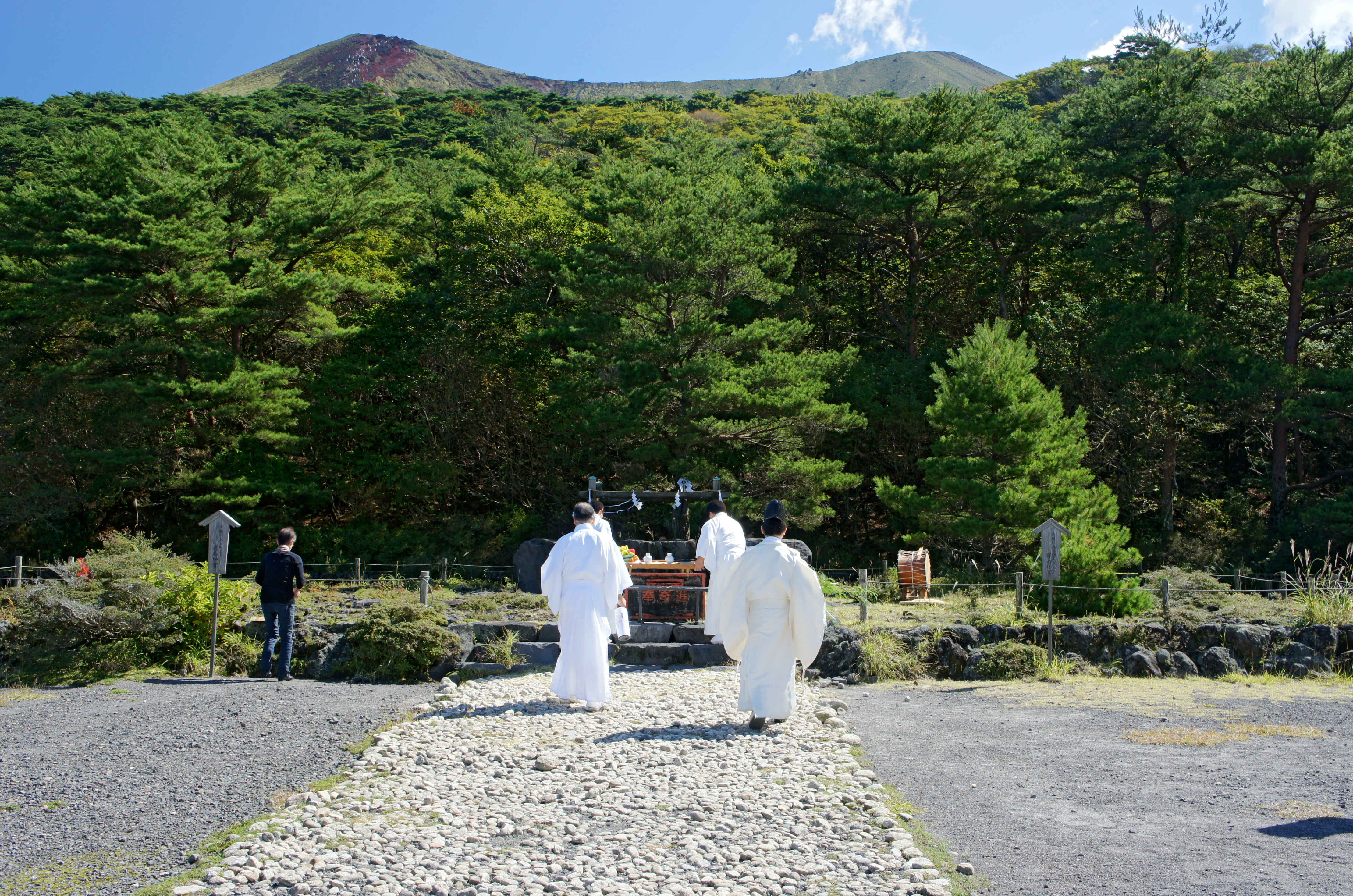
天孫降臨神籬齋場

「古宮址（ふるみやあと）」是霧島神宮曾經座落的場所，且在每年11月10日傍晚舉辦「天孫降臨御神火祭」。起源於因天孫降臨而焚火作為路標迎接天津彥彥火瓊瓊杵尊的故事，祭典中焚燒御神火並供奉九面太鼓。

## 歷史
古時霧島神宮位於高千穗峰及御鉢之前的背門丘，但是因為御鉢山的噴發而數度遭到燒毀之故，天曆年間由僧人性空將其移至高千穗河原。但是又因1235年1月18日御鉢山的噴發而燒毀。從此霧島神宮被移至其他場所重建，高千穗河原僅保存社殿的遺跡地點。
1940年因皇紀2600年紀念事業而被作為祭儀場地之一。1958年整建停車場之後成為霧島山的觀光景點之一。1962年5月6日當時的皇太子明仁親王和皇太子妃美智子造訪此地，當時約有在地群眾約6000多人聚集於此迎接皇太子及皇太子妃。

## 所在地
鹿兒島縣霧島市霧島田口2583-12（高千穗遊客中心）

## 脚注
1. ↑  古川光雄編　『広報きりしま　第133号』　霧島町、1962年6月5日

## 関連項目
- 霧島神宮
- 霧島山
  - 高千穗峰

## 外部連結
- 高千穂河原ビジターセンター （页面存档备份，存于）